# Pefki (Rhodos)
Pefki (griechisch Πεύκοι (m. pl.)) auch Pefkos (Πεύκος (m. sg.)) ist ein Ferienort im Südosten der griechischen Insel Rhodos. Der Küstenort Pefki ist nur wenige Kilometer südwestlich von Lindos im Osten der Bucht von Lardos (Όρμος Λάρδου Órmos Lárdou) unterhalb des 458 m hohen Berges Marmari gelegen. Die Entfernung zur Stadt Rhodos beträgt etwa 45 km.
An der Südseite des Marmari dienten in der Jungsteinzeit zahlreiche kleine Höhlen in Meeresnähe prähistorischen Bewohnern als Wohnplatz, die kleinen Buchten als Ankerplätze. In großen Mengen aufgefundene Keramik sowie einfache Klingen und Abschlägen aus Obsidian von der Insel Nisyros und weitere steinerne Gebrauchsgegenstände belegen eine ausgeprägte Aktivität. Ebenfalls auf der Südseite des Berges wurde ein antiker Steinbruch mit Bearbeitungsspuren sowie Reste von Gebäudemauern aus hellenistischen Zeit freigelegt.
Während der Johanniterherrschaft existierte ein inselumspannendes Netzwerk von Türmen und Befestigungen. Davon befand sich ein Wachturm an der Küsten bei Pefki, allerdings ist dessen Lage heute durch die verbaute Küstenregion nicht mehr zu ermitteln. Weiter östlich am Kap Fokas befand sich ebenfalls ein Wachturm, den möglicherweise der deutsche Archäologe Ludwig Ross 1843 erwähnte.
Mit der Gründung der Landgemeinde Lindos (Κοινότητα Λίνδου) 1948 wurde Pefki als Wohnplatz anerkannt. Der Ort diente den weiter im Inselinneren lebenden Menschen im Sommer als Standort für ihre landwirtschaftlichen Aktivitäten und die Fischerei. Er bestand aus wenigen verstreut gelegenen kleinen Wohnhäusern zwischen den Feldern. Aufgrund der Ausweitung der touristischen Aktivitäten in der Region Lindos erlebte der Ort ab den 1980er Jahren eine rege Bautätigkeit. Eine große Anzahl von Tourismusunterkünften, Restaurants, Bars, Supermärkten sowie andere Gewerbegebäude wurden errichtet. Daneben auch neue komfortablere Wohnhäuser für die Einwohner von Lindos, die ihre traditionellen Häuser in Unterkünfte, Restaurants oder Touristengeschäfte umgewandelt hatten. Der dem Ort namensgebende natürliche Bestand von Kalabrischen Kiefern (Πεύκοι Péfki, deutsch ‚Kiefern‘) wurde durch die starke Bautätigkeit und den Ausbau des Wege- und Straßennetzes zurückgedrängt. 
Charakteristische Tourismusunterkünfte in Pefki sind Studio- und Appartmenthotels mit zwei bis drei Stockwerken und großen Außenbereichen, die mit Pools, Bar- und Restaurantbereichen ausgestattet sowie häufig mit exotischen Pflanzen angelegt sind.
Der Strand von Pefki (Παραλία Πεύκοι Paralía Péfki) direkt beim Ort wurde 1991 als Badegewässer ausgewiesen. Seit 2010 wird die Wasserqualität regelmäßig nach der EG-Badegewässerrichtlinie überprüft und seit 2014 immer mit ausgezeichnet bewertet. In der näheren Umgebung gibt es weitere kleinere Badebuchten.
In der Sommersaison existieren mehrmals täglich Busverbindungen in die Stadt Rhodos sowie nach Lardos.
Einwohnerentwicklung von Pefki
| Jahr  | 1947 | 1951 | 1961 | 1971 | 1981 | 1991 | 2001 | 2011 |
| ----- | ---- | ---- | ---- | ---- | ---- | ---- | ---- | ---- |
| Pefki | -    | 5    | -    | 7    | 146  | 180  | 281  | 268  |